# Eduardo Betti
Eduardo Betti (fl. 1975), militar argentino de alta graduación.

## Biografía
Era graduado del Colegio Militar como subteniente de caballería con la promoción 73. La misma promoción de Jorge Rafael Videla, Roberto Eduardo Viola y Carlos Guillermo Suárez Mason. Todos llegaron al generalato.
En 1972, comandaba la IX Brigada de Infantería con asiento en Comodoro Rivadavia. Cuando se produjo la fuga del Penal de Rawson, el dictador Alejandro Agustín Lanusse lo puso al frente del operativo de emergencia. El 16 de agosto, Betti y sus tropas rindieron a los fugados, cuyas vidas prometió respetar. El 22 de agosto, los prisioneros fueron asesinados en el interior de la Base Aeronaval Almirante Zar.
Hacia 1973 era segundo comandante del V Cuerpo de Ejército en Bahia Blanca, fue destinado como segundo comandante de Institutos Militares en Campo de Mayo. Con el cambio de mandos a fines de ese año, fue designado jefe de Personal del Estado Mayor General del Ejército. A fines de 1974 el comandante general del Ejército, teniente general Leandro Anaya, lo designó comandante del V Cuerpo.
Con el ascenso del general Videla al comando en jefe en agosto de 1975, Betti lo sustituyó en el Estado Mayor Conjunto de las Fuerzas Armadas entre el 9 de agosto de 1975 y el 18 de enero de 1976.